# Махир Палош
Махир Палош, (Сарајево, 18. јануар 1948) јесте босанскохерцеговачки и југословенски певач забавне музике.

## Биографија
Изузетних вокалних могућности, каријеру је почео на Бањалучком фестивалу Први аплауз 1971. године, када је и тријумфовао са песмом Кемала Монтена Чекала је мајка сина, која је и данас веома слушана. Био је један од првих вокала сарајевских Индекса, а име групе је дао заједно са Исметом Арнауталићем, враћајући се са једног од наступа из Слоге. Велики успјех постиже на Вашем шлагеру сезоне у Сарајеву 1973. године, са песмом Кемала Монтена Спавај цвијете мој. Следили су наступи на свим значајним југословенским фестивалима: Опатија, Београдско пролеће, Сплит, Загреб, где је увек био радо виђен. Иако познат певач, никада није достигао велику славу, јер није имао медијску пажњу какву је својим певањем заслужио. Остају упамћене песме: Чекала је мајка сина, Спавај цвијете мој, Зашто затвараш очи, Двије руже, На клупи крај старе куће...
Пензионерске дане проводи у родном Сарајеву.

## Фестивали
Омладина, Суботица:
- Мирис липе / Цветић, '65

Први аплауз, Бања Лука:
- Чекала је мајка сина, победничка песма, '71

Ваш шлагер сезоне, Сарајево:
- Спавај цвијете мој, трећа награда публике и награда за најбољег дебитанта на фестивалу, '73
- Сама си, а још те волим, '74
- Кажи једну ријеч, '75
- Ти си жена коју сањам, '77
- Пријатељи, '78
- Сви нек' знају, '79
- Запјевајмо као никад, '80
- Само је она стајала на вјетру, '81
- Сањај оно, што је могло бити, '82
- Одлазе љубави, '83
- Чувар љепоте, '87

Опатија:
- Гдје си сад, '73
- D.I.E., '74
- Чисто љето (Вече шансона и слободних форми), '78
- Закопано благо, '81
- Галеб, '81 (Вече родољубиве песме са Кемалом Монтеном, Недом Украден и Јадранком Стојаковић)
- Нек' траје, '82

Београдско пролеће:
- Потражи ме, '76

Сплит:
- Љубав, '74

Загреб:
- Јужни вјетар, '73
- Успомена, '79

## Дискографија

### Сингл издања
- Чекала је мајка сина / Двије руже
- Спавај цвијете мој / Гдје си сад
- На клупи крај старе куће / Јужни вјетар
- Сама си, а још те волим / D.I.E.
- Прва љубав брзо прође / Моје срце, куцај тише
- Кажи једну ријеч / Моја далека...
- Пустите ме / Ову пјесму вољела си мама
- Зашто затвараш очи / Ружо моја, цвијете свели
- Потражи ме / Одведи ме
- Ти си жена коју сањам / Пјесма за двоје
- Миришу ли наше руже / Волим те више од љета
- Свако се понекад некоме врати / Пријатељи
- Опрости за сузе / Тако се дуго нисмо срели
- Сви нек' знају / Да си хтјела, да си знала
- Изгубљена птица / Нисам знао

### Албуми
- Спавај цвијете мој
- Пјесме за двоје
- Адио